# Holbækmotorvejen
De Holbækmotorvejen (Nederlands: Holbækautosnelweg) is een autosnelweg in Denemarken, die loopt van Kopenhagen via Roskilde naar Holbæk. Bij Kopenhagen sluit de Holbækmotorvejen aan op de verschillende ringwegen en op de E47/E55. Tussen het Knooppunt Vallensbæk en Knooppunt Taastrup verloopt de Holbækmotorvejen samen met Motorring 4.
De Holbækmotorvejen is over de gehele lengte genummerd als Primærrute 21. Administratief is de weg echter bekend onder het nummer M11. De Primærrute 21 loopt vanaf Holbæk verder via de veerverbinding Sjællands Odde - Ebeltoft naar Randers, waar deze aansluit op de Nordjyske Motorvej. Daarnaast loopt Primærrute 23 tussen Roskilde Øst en Tølløse mee over de Holbækmotorvejen.

## Geschiedenis
In 1960 is begonnen met de aanleg van de Holbækmotorvejen en in 1976 was de autosnelweg tot Holbæk Øst gereed. In 2006 is een nieuw gedeelte geopend tussen Holbæk Øst en Holbæk Vest.
Er zijn plannen om de autosnelweg als Kalundborgmotorvejen door te trekken naar Kalundborg. Deze nieuwe autosnelweg zal dan het nummer van de Primærrute 23 krijgen.